# Live at the Village Vanguard Again!
Live at the Village Vanguard Again! è un album live del musicista jazz statunitense John Coltrane pubblicato dall'etichetta Impulse! Records nel novembre 1966. Registrato nel maggio del 1966, l'album mostra Coltrane suonare nel suo caratteristico stile free jazz che caratterizzò le sue ultime incisioni.
Di tutti i brani registrati durante le sessioni, ne sono sopravvissuti solo tre. Versioni parzialmente stravolte di Naima (originariamente incisa sull'album Giant Steps), My Favorite Things (dall'omonimo album), e un assolo di contrabbasso ad opera di Jimmy Garrison intitolato su disco "Introduction to My Favorite Things".

## Il disco
Il disco, di non facile ascolto, è caratterizzato dai tipici assoli "free" al sax di Coltrane e Sanders che stridono sopra un massiccio tappeto sonoro percussivo in tempo dispari. Il pianoforte di Alice Coltrane è udibile a malapena in sottofondo. Anche il contrabbasso di Jimmy Garrison è scarsamente udibile nella registrazione, tranne che durante il suo assolo lungo 6 minuti.
Live at the Village Vanguard Again! è composto dai pochi brani rimasti tra quelli registrati durante un concerto del 1966 al celebre locale jazz Village Vanguard dove Coltrane si era già esibito in passato. La band comprende Coltrane, Pharoah Sanders al sassofono tenore e al flauto, Alice Coltrane al piano, Jimmy Garrison al contrabbasso e Rashied Ali alla batteria, con l'aggiunta di Emanuel Rahim alle percussioni che però non compare sulla copertina del disco originale.
Le versioni di Naima (J. Coltrane) e di My Favorite Things (O. Hammerstein, II, R. Rodgers) sono qui presentate alla maniera dell'ultimo periodo free jazz di Trane, affini agli assalti rumoristici di Ascension e Om, anche se la band non si smarrisce mai, riuscendo sempre a mantenere una pur minima continuità ritmica nell'apparente caos magmatico.

## Accoglienza
| Recensione                          | Giudizio |
| ----------------------------------- | -------- |
| AllMusic                            | [ 1 ]    |
| The Penguin Guide to Jazz           | [ 2 ]    |
| The Rolling Stone Jazz Record Guide | [ 3 ]    |

Nel recensire il concerto, Elisabeth van der Mei descrisse come "esilarante" la musica dell'album: "Rashied Ali ha ora completamente sostituito Elvin Jones. Pharaoh Sanders improvvisa sempre più collettivamente con Coltrane, che suona assoli a volte per 30, 40 minuti facendo paralizzare il suo pubblico dal puro mistero della sua forza." Gary Giddins dichiarò che l'album, "con riletture esplosive di Naima e My Favorite Things, è un ricordo sfrenato dell'ultima band di Coltrane al suo meglio: niente di mistico o arcano, nessun canto verbale, pochissima scenografia — solo due esibizioni strenuamente efficaci post-Ascension."
Nella recensione retrospettiva di AllMusic, Thom Jurek scrisse che l'album "non è certamente per i neofiti di Coltrane, e può davvero valere solo per i suoi più ardenti seguaci nonostante le sue numerose qualità." Scrivendo per All About Jazz, Robert Spencer elogiò l'assolo di Pharoah Sanders in Naima: "Il suo assolo mostra nella sua invenzione melodica e fervente lirismo che Coltrane non era sordo quando gli chiese di unirsi alla band. Sapeva che sarebbe stato in grado di sostenere la sua musica, e lo fa; troppo spesso il suo lavoro nel compianto quintetto di Coltrane viene trascurato per il suo stile, piuttosto che apprezzato per la sua reale sostanza." Egli concluse: "La gente parla dell'"ultimo Coltrane" come se tutta la sua musica dopo A Love Supreme suonasse allo stesso modo, ma in realtà la musica di questo disco è molto lontana dalle vette cacofoniche di Ascension, Om o Live in Seattle... Non è per tutti i gusti, forse, ma è essenziale per i musicalmente avventurosi."

## Tracce
1. Naima – 15:08
2. Introduction to My Favorite Things – 6:07
3. My Favorite Things – 20:21

- Registrato dal vivo il 28 maggio 1966 al Club Village Vanguard, New York

## Formazione
- John Coltrane – sassofono soprano, sassofono tenore, clarinetto basso, flauto
- Pharoah Sanders – sassofono tenore, flauto
- Alice Coltrane – pianoforte
- Jimmy Garrison – contrabbasso
- Rashied Ali – batteria
- Emanuel Rahim – percussioni